# John Nelson
John Nelson fue un marino del Reino Unido que combatió en la escuadra de las Provincias Unidas del Río de la Plata en la Campaña Naval de 1814 contra los realistas de la ciudad de Montevideo.

## Biografía
Con el grado de teniente 2° se desempeñó como piloto de la goleta Fortuna, botada posiblemente en Montevideo e incorporada a la escuadra el 15 de enero de 1814, que desplazaba 90 t y tenía 20 m de eslora, 5 de manga, 3 de puntal y 1,8 m de calado. Estaba armada con 8 piezas de a 6 y 7 de a 4, y la tripulaban 60 hombres.
Cuando su comandante el sargento mayor Antonio Lamarca y Abadie recibió el mando de la corbeta Agradable, Nelson se convirtió en el nuevo comandante de la Fortuna.

### Combate de Martín García
El 10 de marzo de 1814 la escuadra revolucionaria enfrentó a la realista al mando del capitán Jacinto de Romarate en el combate naval de Martín García.

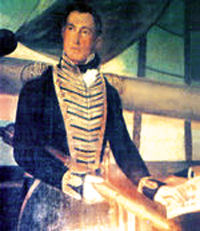
Brown (óleo de F.Goulu, 1825).

El plan de Brown consistía en atacar por frente y retaguardia a la línea española. A esos efectos destacó una división compuesta por el Fortuna, Carmen y San Luis para que rodeando por el oeste el banco situado a estribor de los realistas cayera sobre su retaguardia mientras la fuerza principal atacaba su frente. Formaba esta división la Hércules sobre el ala izquierda, luego la Céfiro, el Nancy y la Juliet sobre el ala derecha.
A las 13:30, sin que estuviera aún en posición la división de flanqueo, la escuadra de Brown, en vanguardia la Juliet por tener el mejor práctico, abrió fuego vivo sobre los realistas que fue de inmediato respondido.
La capitana argentina intentó avanzar bajo fuego sobre la enemiga pero habiendo perdido a su piloto varó en el banco del oeste de la isla bajo tiro de cañón y de proa al enemigo, con lo que sufrió el fuego sostenido enemigo con fuertes pérdidas y sin poder responder más que con tres cañones, dedicando sus cañones de banda a las baterías en tierra. Brown cuestionó en su parte la manera en que el resto de la escuadra "se condujo durante la acción, a pesar de haberse hecho todas las señales y haber ido personalmente en mi bote antes de las 12 de la noche a instar y suplicar su apoyo, todo lo cual resultó inútil".

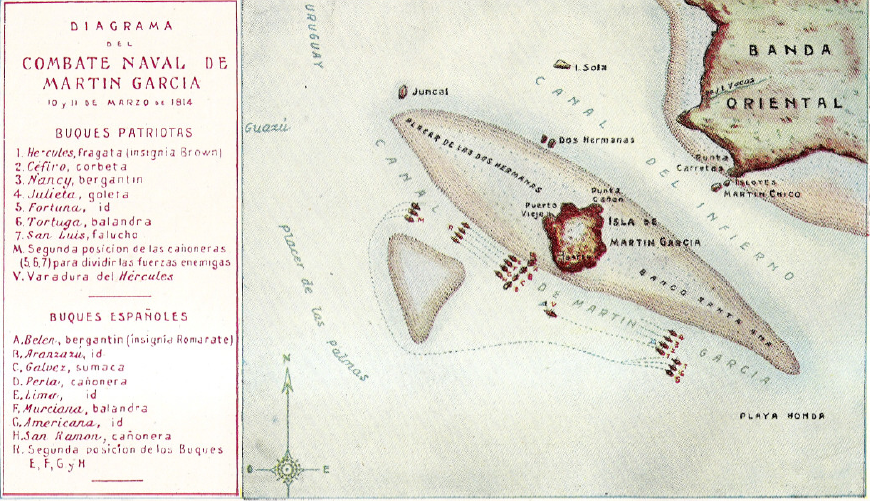
Croquis del Combate de Martín García (1814).

Tras el combate, Nelson transfirió el mando de la Fortuna al teniente 2° Pablo Zufriategui quedando Nelson nuevamente como segundo.
Tras la retirada de Romarate, Brown envió una pequeña división en su persecución al mando de Tomás Nother compuesta por la sumaca Santísima Trinidad, la goleta Fortuna, la balandra Carmen, los faluchos San Luis y San Martín y la cañonera Americana.
En el Combate de Arroyo de la China del 28 de marzo de 1814, postrera victoria de Romarate en que muere Nother y vuela el Carmen con su capitán Pedro Samuel Spiro y la tripulación, el Fortuna se separó de la acción aguas arriba.
En noviembre de 1821 recibió nuevamente con el grado de teniente el mando de la Fortuna, convertida en depósito de víveres flotante fondeada en balizas interiores.
Terminó su carrera con el grado de capitán.